# Decorated slog
Decorated slog ali angleška visoka gotika je arhitekturni slog obdobja okoli 1250 do 1330/50 in ima izraženo skupno težnjo po domišljijsko bogati dekorativnosti. Količina okraskov in okrasja se je dramatično povečala. Približno se ujema z obdobjem Rayonnant v Franciji, ki je vplivalo nanj. To je bilo obdobje naraščajoče blaginje v Angliji, kar se je izrazilo v okrasju gotskih stavb. Skoraj vse značilnosti notranjosti in fasad so bile okrašene.
Zasnova tlorisa in struktura stavbne lupine se bistveno ne spremenijo, želja po okraševanje pa se kaže v dekorativnih obočnih shemah in uvedbi bogatega krogovičja. Slednje ne zapolnjuje samo okenskih zaključkov, temveč se pogosto razraste čez vso okensko površino, prekriva pa tudi stene.
Zgodovinarji včasih ta slog razdelijo na dve obdobji, ki temeljita na prevladujočih motivih oblik. 
Prvi, francosko vplivan geometrijski tip, je trajal od približno 1245 ali 1350 do 1315 ali 1360, kjer je ornament običajno temeljil na ravnih črtah, kockah in krogih in se navezuje na žarkasti (rayonnant) slog (Angelski kor stolnice v Lincolnu).
Sledi povsem avtohtoni tip krivuljastega krogovičja (angleško curvilinear style) (od približno 1290 ali 1315 do 1350 ali 1360), ki je uporabljal graciozno ukrivljene organske oblike, grajene na osnovi ukrivljenega šilastega loka. Primer je veliko okno York Minster.
Prizidki v okrašenem slogu so bili pogosto dodani prejšnjim stolnicam. Osupljiv primer najdemo v stolnici Ely; arhitekt Thomas Witney je zgradil osrednji stolp od 1315 do 1322 v decorated slogu. Kmalu zatem je drugi arhitekt, William Joy, dodal ukrivljene loke, da bi okrepil strukturo, in naredil nadaljnje razširitve, da bi pridružil Marijino kapelo koru. V letih 1329–45 je ustvaril izjemen dvojni lok v decorated slogu.

## Značilnosti
Liernasti obok. V tem obdobju je obok postal veliko bolj izpopolnjen. Rebrasti obok prejšnje zgodnje gotike je imel običajno samo štiri prekate, z minimalnim številom reber, ki so bila vsa povezana s spodnjimi stebri in so vsa igrala vlogo pri porazdelitvi teže navzven in navzdol. V obdobju decorated arhitekture so bila obokanim stropom dodana dodatna rebra, ki so bila zgolj dekorativna. Ustvarili so zelo dovršene zvezdne vzorce in druge geometrijske oblike. Gloucestrska stolnica in stolnica Ely imata opazne liernste oboke iz tega obdobja.
Zunanji oporniki so v tem obdobju postali pogostejši, na primer pri stolnici v Lichfieldu. To so bili kamniti stebri zunaj zidov, ki jih podpirajo, kar omogoča tanjše in visoke stene med oporniki ter večja okna. Oporniki so bili pogosto zaključeni z okrasnimi kamnitimi vrhovi, da so jim dali večjo težo.
Pahljačast obok. Še bolj izpopolnjena oblika se je pojavila pozno v decorated obdobju. Za razliko od liernatega oboka pahljačast ni imel funkcionalnih reber; vidna 'rebra' so letve na zidu, ki posnemajo rebra. Struktura je sestavljena iz kamnitih plošč, spojenih v polstožce, katerih vrhovi so sklepnik oboka. Najzgodnejši primer iz leta 1373 najdemo v križnem hodniku Gloucestrske stolnice. Bil je opazna kulisa v nekaterih filmih o Harryju Potterju.
Krogovičje. Za decorated arhitekturo je še posebej značilno dodelano krogovičje v vitrajih. Dovršena okna so razdeljena s tesno razmaknjenimi vzporednimi stebri (navpičnimi kamnitimi palicami), običajno do nivoja, na katerem se začne obokan vrh okna. Stebri se nato razvejajo in križajo, sekajo, da zapolnijo zgornji del okna z mrežo dovršenih vzorcev, imenovanih krogovičje, ki običajno vključujejo triliste in štiriliste. Slog je bil sprva geometrijski in v kasnejšem obdobju krivuljast ali ukrivljen in serpentinast. Ta ukrivljeni element je bil uveden v prvi četrtini 14. stoletja in je trajal približno petdeset let. Pomemben primer krivuljastega sloga je vzhod okno stolnice Carlisle (okoli 1350). Drug opazen primer krivuljatega sloga je zahodno okno York Minster (1338–39).
Tudi kiparstvo je postalo bolj okrašeno in dekorativno. Mesto zgodnejšega pasjega zoba sta zamenjala kroglasta roža in motiv štirilistne rože. Listje v kapitelih je bilo manj konvencionalno kot v zgodnji angleški gotiki in bolj tekoče. Druga dekorativna značilnost tega obdobja je bilo ustvarjanje večbarvnih geometrijskih vzorcev na stenah ali ploščah, narejenih z različnimi barvami kamna ali opeke.
- Decorated ornament na zahodni verandi stolnice v Lichfieldu (1195–1340)
- Krogovičje in kiparski okras na stolnici v Exeteru (1258–1400)
- Zgodnji oporniki, okrašeni s fialami, v stolnici v Lichfieldu (1195–1340)
- Vrhovi na strehi stolnice Ely (1321–1351)
- Vzhodno okno katedrale Carlisle, s krivuljastim krogovičjem (okoli 1350)
- Cvetlični sklepnik, ki se povezuje z rebri obokov stolnice v Exeteru (1258–1400)
- Prečni loki v ladji Bristolske stolnice (1298–1340)
- Oktagon in lanterna, stolnica Ely, obnovljena po zrušitvi osrednjega stolpa leta 1321
- Veliko zahodno okno York Minster (1338–39) z motivom, znanim kot srce Yorkshira